# Bratto (Castione della Presolana)
Bratto [ˈbratːo] (Brat [ˈbɾat] in dialetto bergamasco) paesino di montagna posto a 1036 metri d'altezza di 1.235 abitanti del comune di Castione della Presolana in provincia di Bergamo, Lombardia.
È l'ultimo borgo dell'alta val Seriana che precede il passo della Presolana.
La località ha un'estensione altimetrica che varia dai 890 metri fino a 1150 metri, con una superficie totale di circa 9,5 km2.

## Descrizione
Il centro abitato si disloca lungo la statale SS 671 e sulle pendici del Monte Cornetto (1786 mt.) e dista circa 3,5 km dal capoluogo comunale di Castione. 

Bratto, Dorga e Lantana posano su una "conca" a circa 1000-1050 m s.l.m., creata nei secoli dai ghiacciai, dove si possono vedere i resti nelle morene laterali a nord di Bratto. 

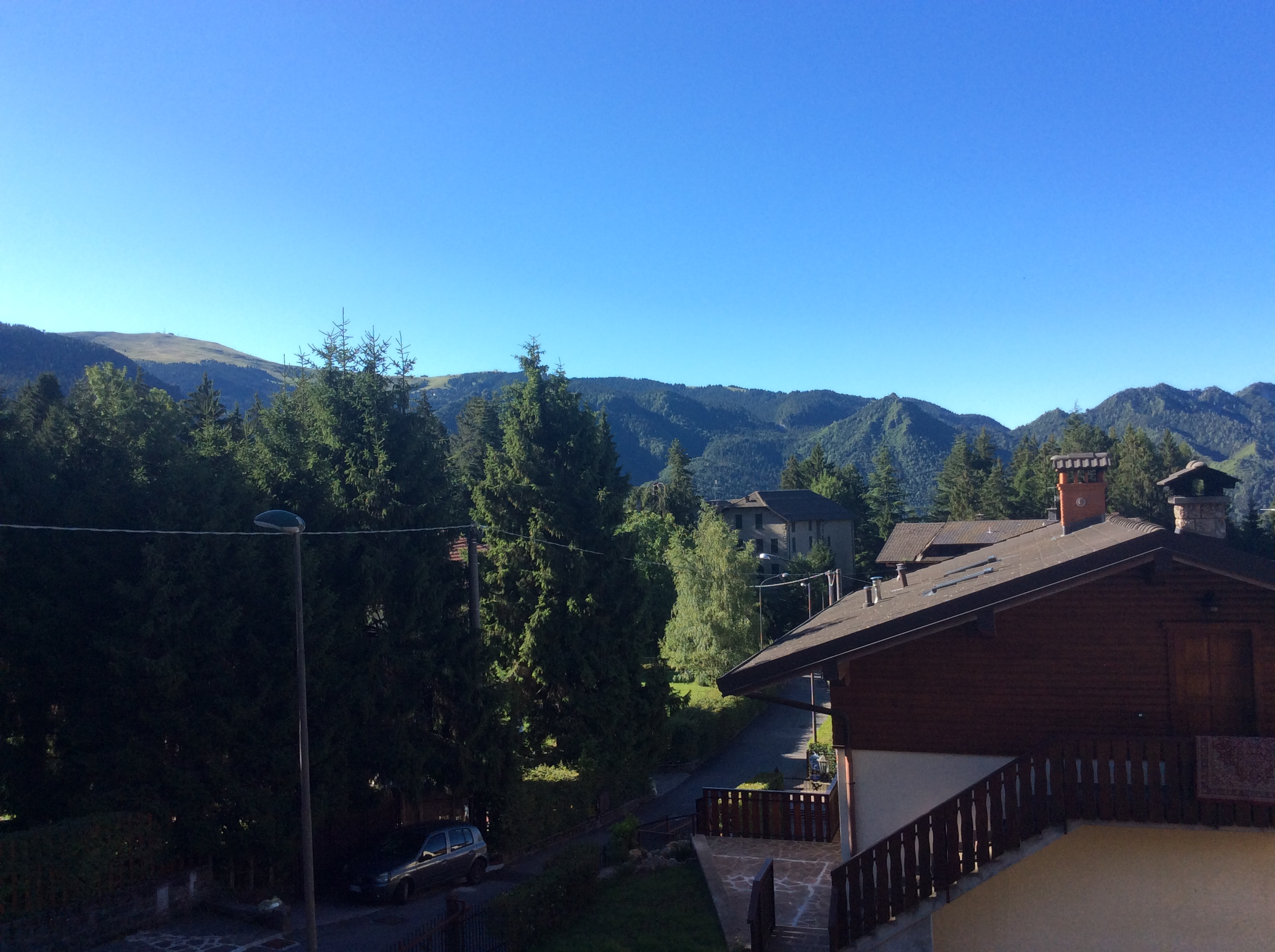
Veduta del paesaggio di Bratto con Monte Pora sullo sfondo.

Ai piedi del Monte Cornetto (1.786 metri)è situata la località Denzil, che si collega solo tramite passaggio pedonale alla frazione di Rusio nella Valle dei Mulini e tramite il sentiero ad est si collega alla località Dernes a Castione della Presolana.
Proprio in quest' ultima valle 1970 vengono ritrovate delle tombe preistoriche con alcuni scheletri rannicchiati risalenti all'età del rame e successivamente una spada risalente alla prima età del ferro.
Tutto il territorio circostante infatti presenta numerose rupi, caverne e grotte dove in passato l'uomo ha potuto sopravvivere e trovare riparo, oltre che ad un'estesa varietà di vegetazione boschiva, che rende da sempre il posto affascinante e tranquillo.
Sul suo territorio vi sono: un dispensiario farmaceutico, l'ufficio postale, il cinema teatro "Agli Abeti" e la parrocchia della "Natività di Maria Vergine".

## Storia
Ad eccezione di alcuni antichi ritrovamenti di questa località, e di persone che vi risiedessero, non c'è traccia nelle fonti prima del pieno Trecento, e le più antiche attestazioni dell'esistenza di vere e proprie contrade sono dell'inizio del Quattrocento.
Dalla seconda metà del quattrocento le contrade di Bratto e Dorga si contraddistinsero per una tipologia di allevamento diversa da quella Castionese, vale a dire un allevamento di transumanza.
Lo sviluppo della transumanza bovina, si configura come un'attività imprenditoriale orientata al mercato, per molti versi incompatibile con l'immagine di una comunità chiusa.
La loro specializzazione fece sì, che la popolazione crescesse più rapidamente rispetto a quella del capoluogo Castione.
Nel Cinquecento, sorgevano quindi Bratto e Dorga, istituzionalmente inquadrati come contrade del comune di Castione. Nel 1544 Dorga aveva 126 abitanti, Bratto ben 303, quasi quanti il capoluogo Castione con 311 e Rusio 63.
Bratto era in sostanza popolato dai discendenti di due lignaggi, i Medici e i Da Ponte. I Da Ponte avevano dato origine, tra la fine del Quattrocento e l'inizio del Cinquecento, a cinque famiglie diverse: i 
Tedeschi, gli Zani, i Beteri, i Migliorati e i Rossi. Si aggiungevano poi i Tomasoni, quasi sicuramente distaccatisi dai Medici.

## Monumenti e luoghi d'interesse

### Chiesa della Natività della Beata Vergine Maria
Nel paese si trova la chiesa della Natività della Beata Vergine Maria, la cui edificazione è iniziata il 14 giugno 1924 con la benedizione della posa della prima pietra effettuata dal vescovo di Bergamo Luigi Maria Marelli. Progettata dall'architetto Camillo Galizzi, la chiesa viene terminata il 5 giugno 1927. Tra il 1968 e il 1970 vengono effettuati dei lavori di sopralzo della torre campanaria, alta 39,7 metri, e l'installazione nuovo concerto di campane, otto in re maggiore, con impianto elettrico ad orologio per il funzionamento automatico.

## Eventi
- Ogni anno il primo weekend di ottobre si svolge la celebre "Pègher Fest" (in dialetto bergamasco 'festa delle pecore') un festival che ha superato le 22 edizioni e conta da sempre numerose presenze.
- Tra gli eventi più noti a Bratto anche il Festival Internazionale degli scacchi che si svolge annualmente e vede partecipanti di tutte le età e nazionalità, spesso con ospiti scacchisti di fama mondiale.